# 口屋

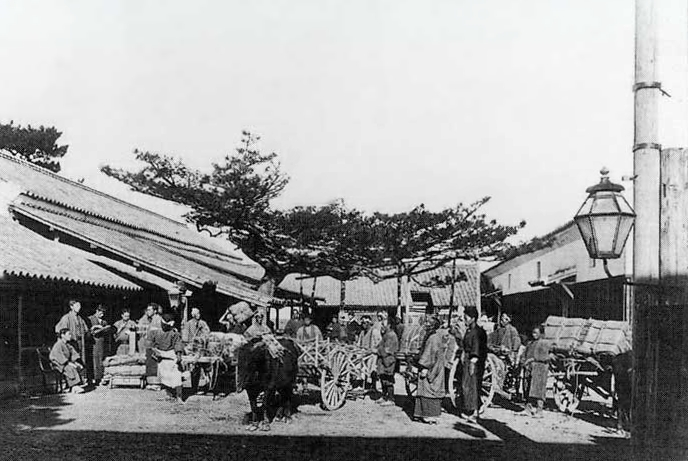
1881年（明治14年）の口屋

口屋（くちや）は、江戸時代から明治時代にかけて伊予国新居郡新居浜村にあった別子銅山の瀬戸内海側の物流中継地。現在、口屋跡（くちやあと）として残っており、新居浜発祥の地として知られている。
1949年（昭和24年）9月17日、「別子銅山口屋跡」として愛媛県指定史跡に指定された。

## 概要
1691年（元禄4年）、住友家が別子銅山を開山した。開山当初は宇摩郡天満浦（現在の四国中央市土居町）が物資輸送の窓口港であったが、その後1702年（元禄15年）に銅山越を経て立川（中宿）を経由し新居浜浦に至るルートに変更され、同時に新居浜浦に口屋（浜宿）が設けられた。
口屋は、別子銅山から運んできた粗銅を船で大坂（大阪）に運ぶ物流中継地となり、また銅山で働く人々のための資材や食料物資の中継地点の役割も果たした。
その後、口屋は住友分店と改称し、1890年（明治23年）に新居浜村の惣開（そうびらき）に移転するまでの188年間、名実共に新居浜の中心地として栄えた。

## 口屋跡
口屋の機能が惣開に移った1890年（明治23年）以降、口屋があった場所は小学校、町役場、市役所、図書館と変貌し、現在は公民館となっている。ここは口屋跡とも呼ばれ、かつての賑わいの面影だけが残る。
公民館の入口横に、当時の風景を表した銅板レリーフが張られ、その前に「口屋跡由来記」の石碑があるほか、敷地内には「口屋あかがねの松」が、口屋開設以来300年以上もそのままの形で現存する。

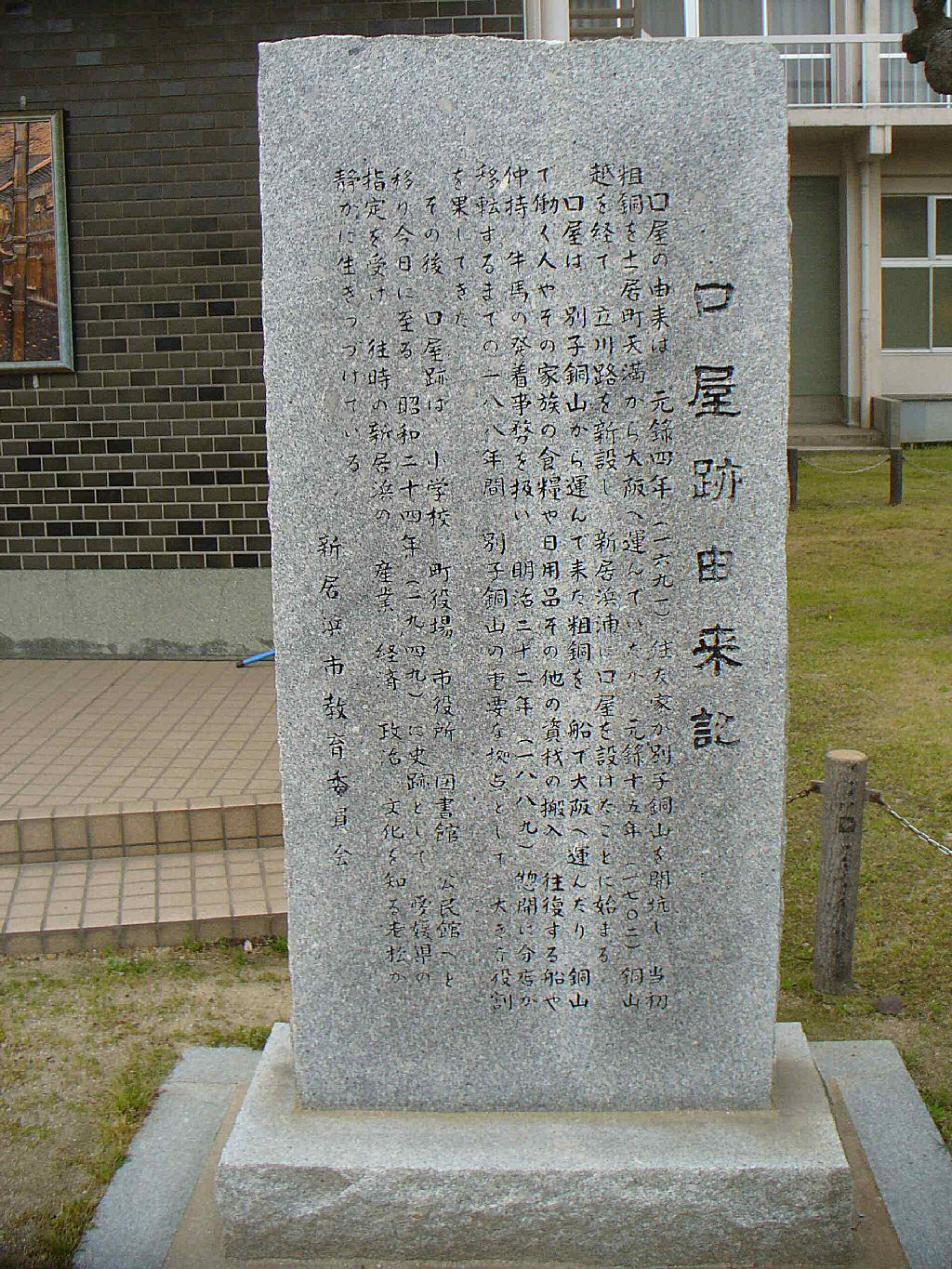
口屋跡由来記
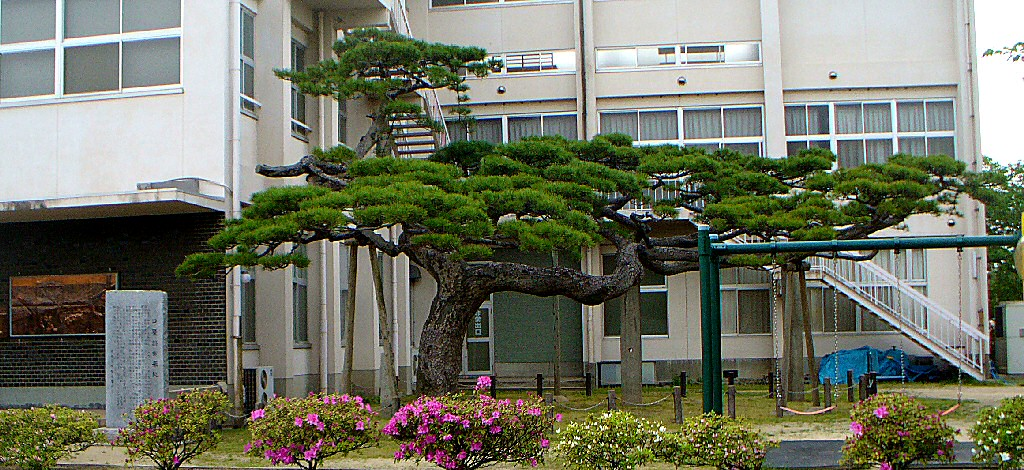
口屋あかがねの松